# Бук, Детлев
Детлев Бук (нем. Detlev Buck; род. 1 декабря 1962, Бад-Зегеберг) — немецкий актёр, режиссёр, сценарист и продюсер.

## Биография
Родился 1 декабря 1962 года. Вырос на ферме родителей.
Первый фильм снял в 21 год. Учился в Академии кино и телевидения в Берлине (1985—1989). Некоторые фильмы, снятые Буком во время учёбы, позднее были показаны в кино и на ТВ. В 1991 году вместе с Гансом-Эрихом Фитом Бук снял свой первый полнометражный фильм — «Маленькие кролики».
Есть дочь Бернадет Софи (род. 1986).

## Избранная фильмография

### Актёр
- Мы можем по-другому (1993) — скинхед
- Возвращение к истокам (1994) — водитель
- Мужской пансион (1996) — Хаммер-Герд
- Солнечная аллея (1999) — Хоркефельд, полицейский
- Эме и Ягуар (1999) — Гюнтер Вуст
- Дьявол и госпожа Д (1999) — мужчина из Цуга
- Берлинский блюз (2003) — Карл
- Руки прочь от Миссисипи (2007) — урядник Отто
- Густлофф (2008) — радист Кох
- Белая лента (2009) — отец Евы
- Измеряя мир (2012) — безумец
- В ожидании моря (2012) — Бальтазар

### Режиссёр
- Мы можем по-другому (1993)
- Слоны помнят всё (1995)
- Мужской пансион (1996)
- Круче не бывает (2006)
- Руки прочь от Миссисипи (2007)
- Тот же, но совсем другой (2009)
- Измеряя мир (2012)

## Награды
Bavarian Film Awards (1991):
- Лучший новый режиссёр[3]

43-й Берлинский международный кинофестиваль (1993)
- Почётное упоминание[4]

Bavarian Film Awards (2007)
- Лучший фильм для детей и подростков[5]